# Lymire strigivenia
Lymire strigivenia är en fjärilsart som beskrevs av Druce 1898. Lymire strigivenia ingår i släktet Lymire och familjen björnspinnare. Inga underarter finns listade i Catalogue of Life.